# Richmond Landon
Richmond Wilcox „Dick“ Landon (20. listopadu 1898 – 13. června 1971) byl americký atlet, olympijský vítěz ve skoku do výšky.
Studoval na Yale University. Kvalifikoval se na olympiádu do Antverp v roce 1920, kde vybojoval výkonem 193 cm zlatou medaili. Jeho osobní rekod byl 198 cm.